# پناهگاه (کوهنوردی)
پناه‌گاه‌های کوهنوردی ساختمان‌هایی هستند که در ارتفاعات کوهستانی با هدف ایجاد سرپناه یا ذخیره‌سازی غذا و امکانات اولیه برای کوهنوردان یا طبیعت‌گردان ساخته می‌شوند.

## نگارخانه

### اروپا

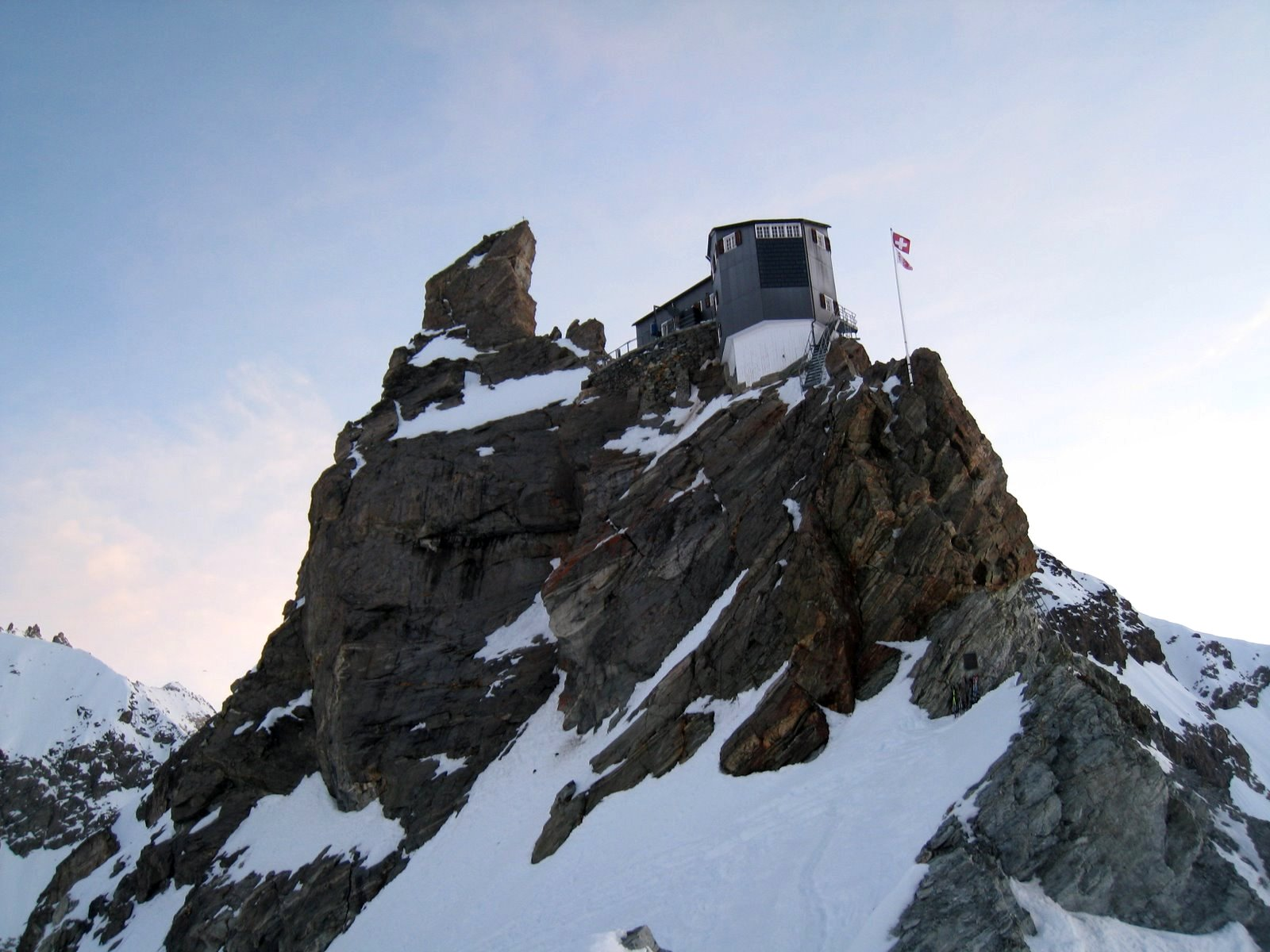
The Bertol Hut in the آلپ سوئیس
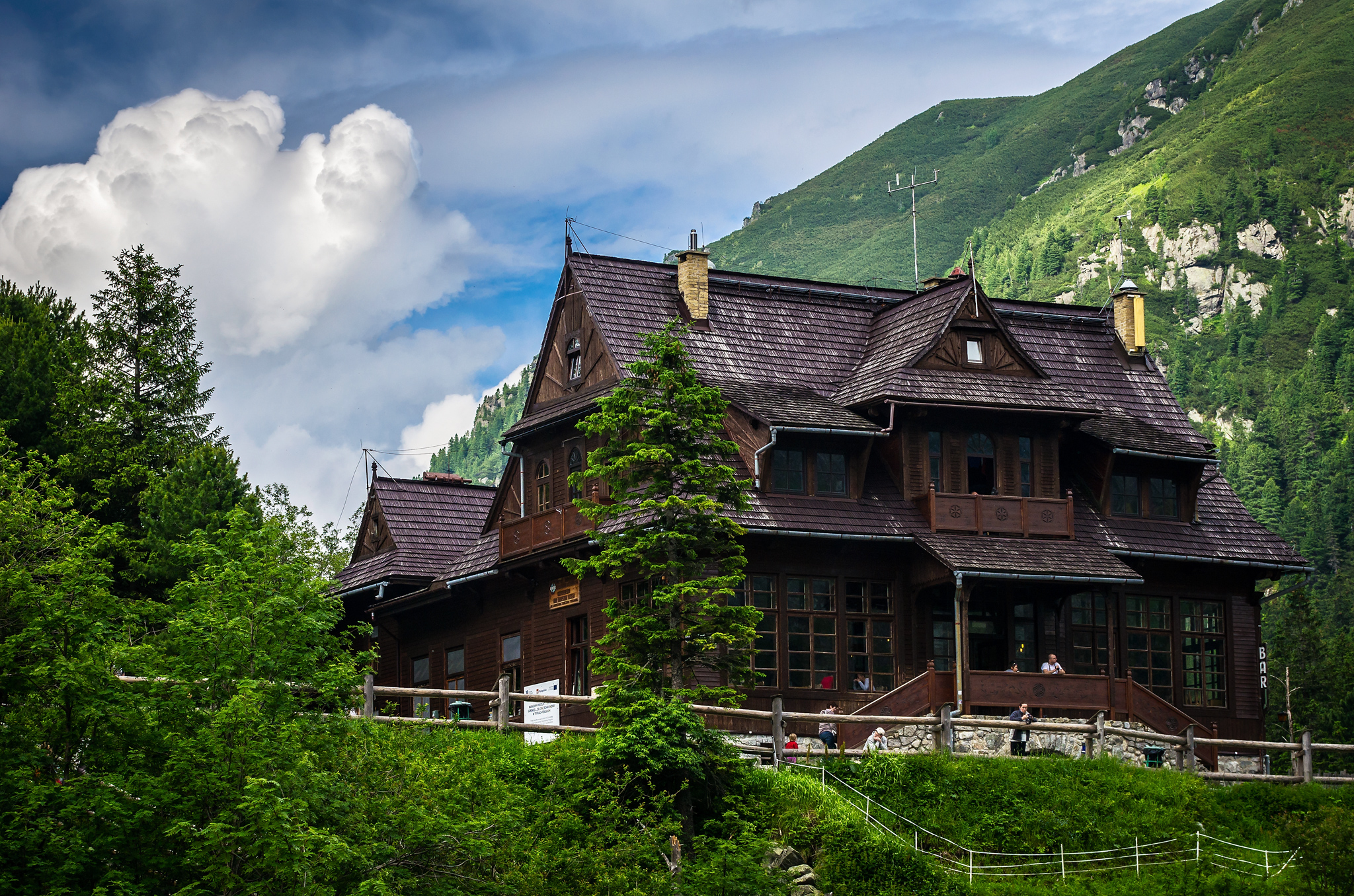
Morskie Oko shelter in Poland
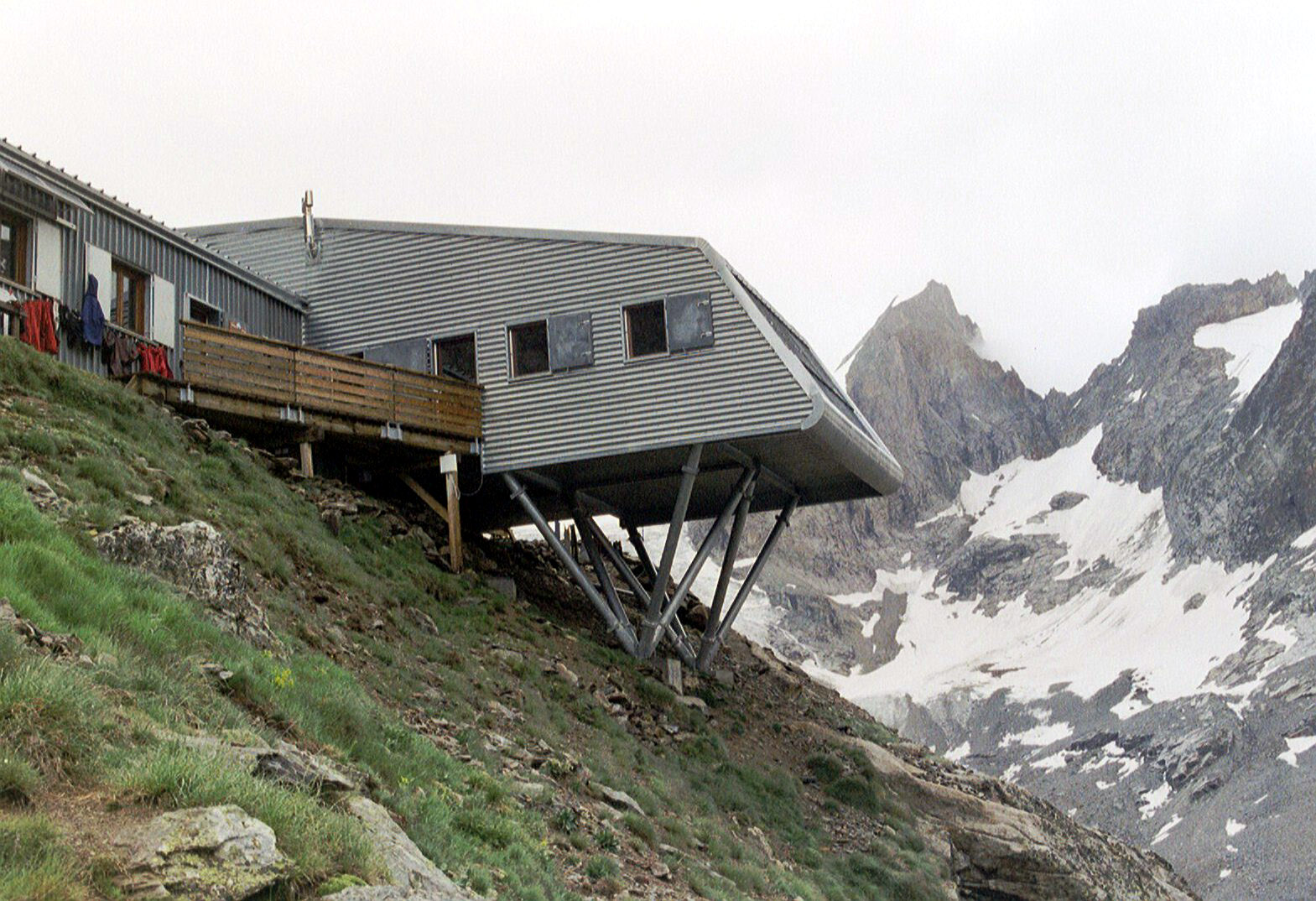
Refuge de la Selle در آلپ فرانسه
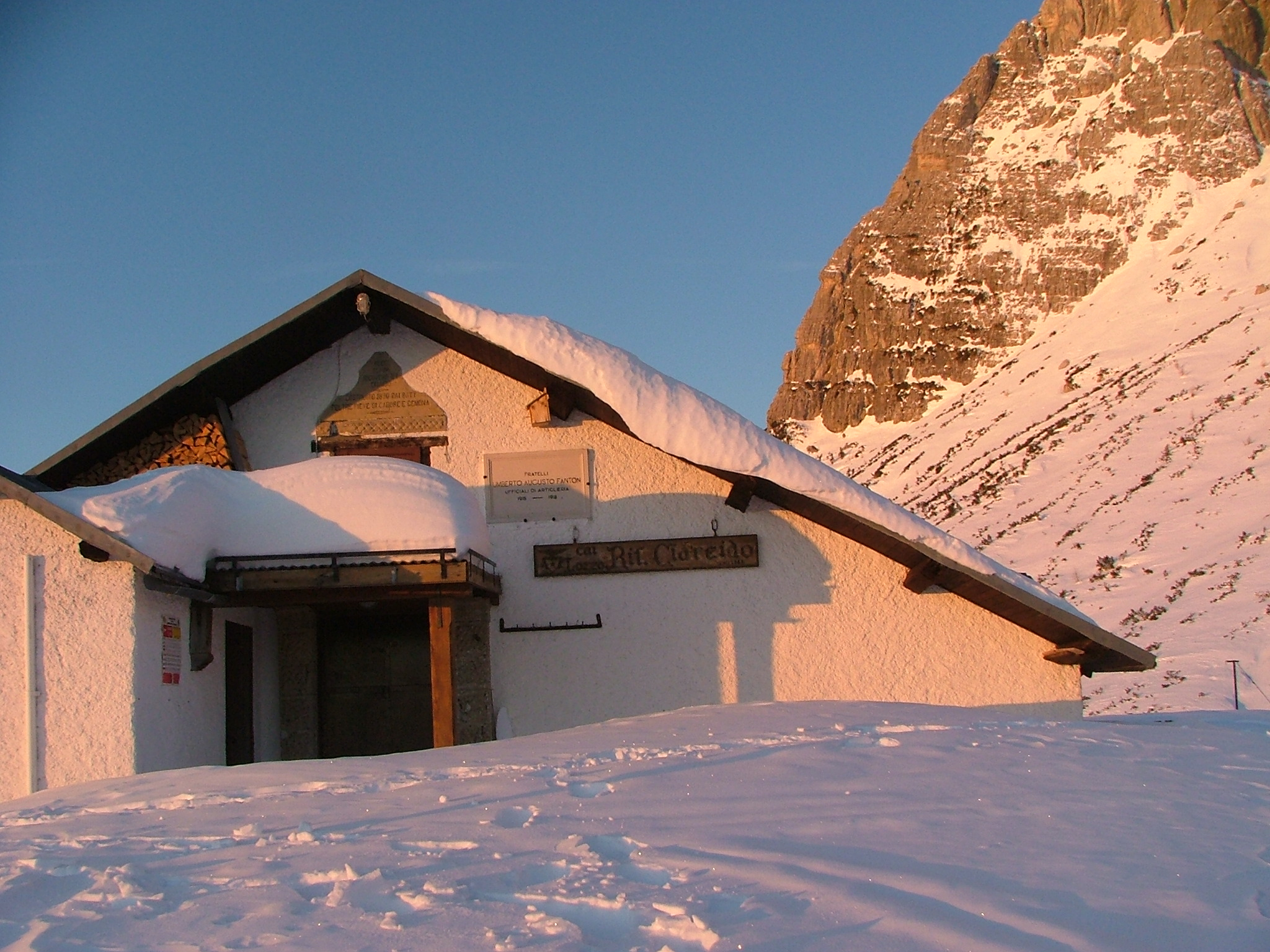
Ciareido hut, near لوتزو دی کادوره in the دولومیت (رشته‌کوه) in بلونو،  Italy
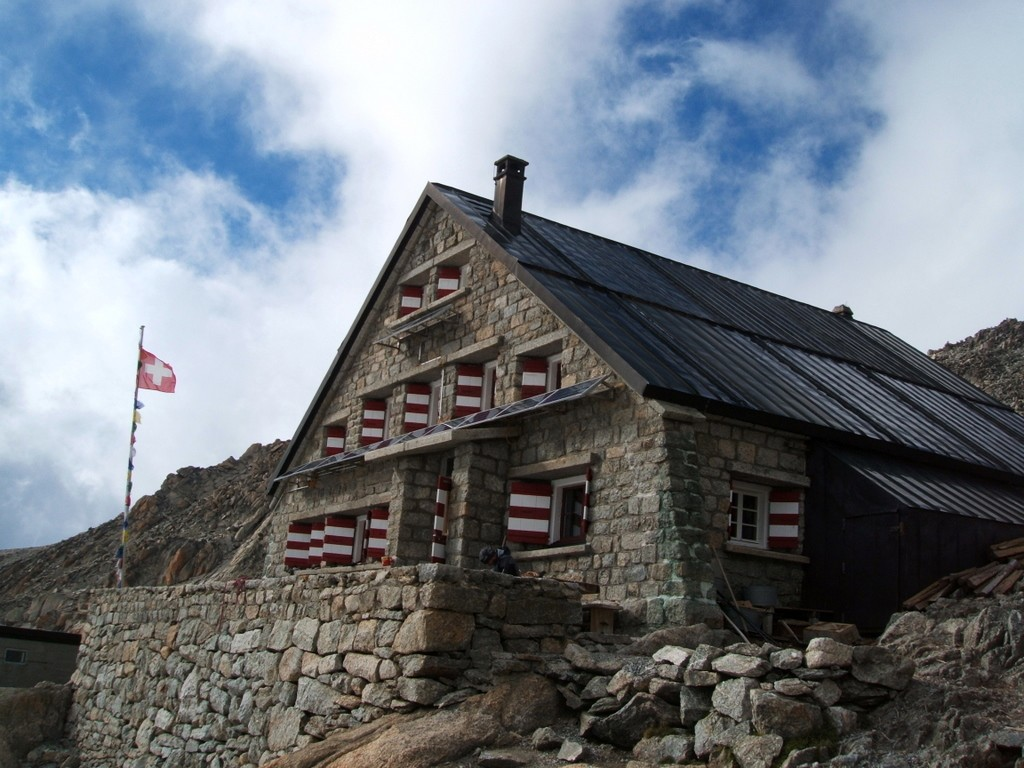
Cabane du Trient, سوئیس
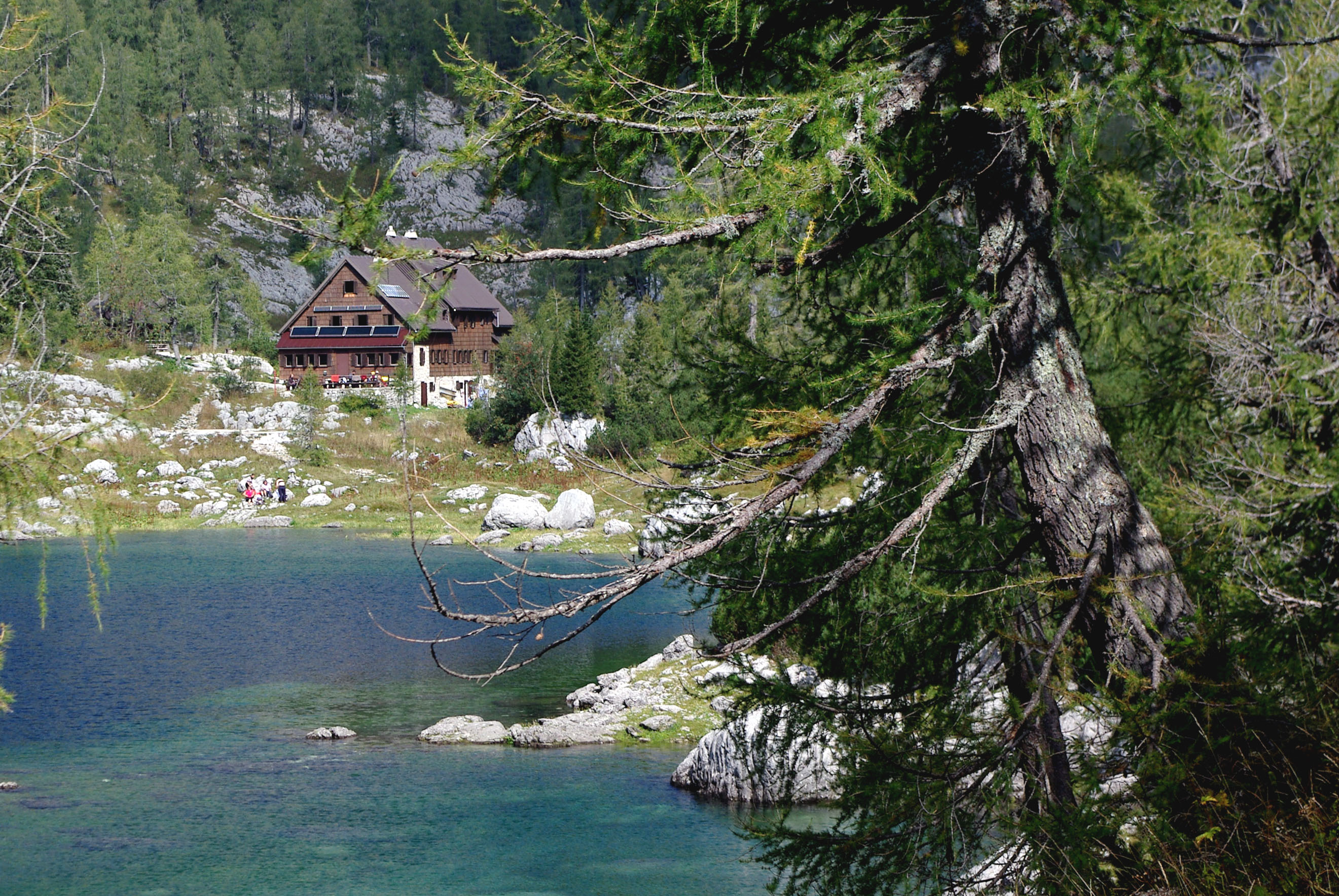
Hut by the Triglav Lakes in جولین،  اسلوونی
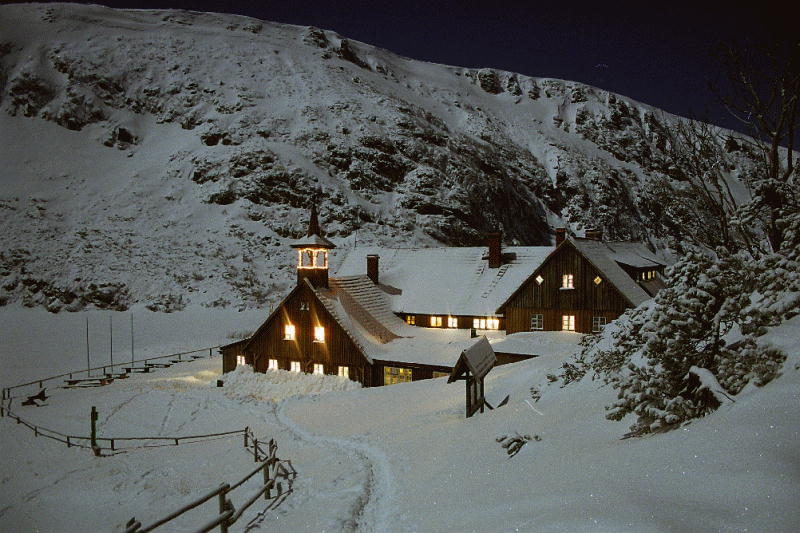
Samotnia, mountain hut in  Karkonosze , Poland
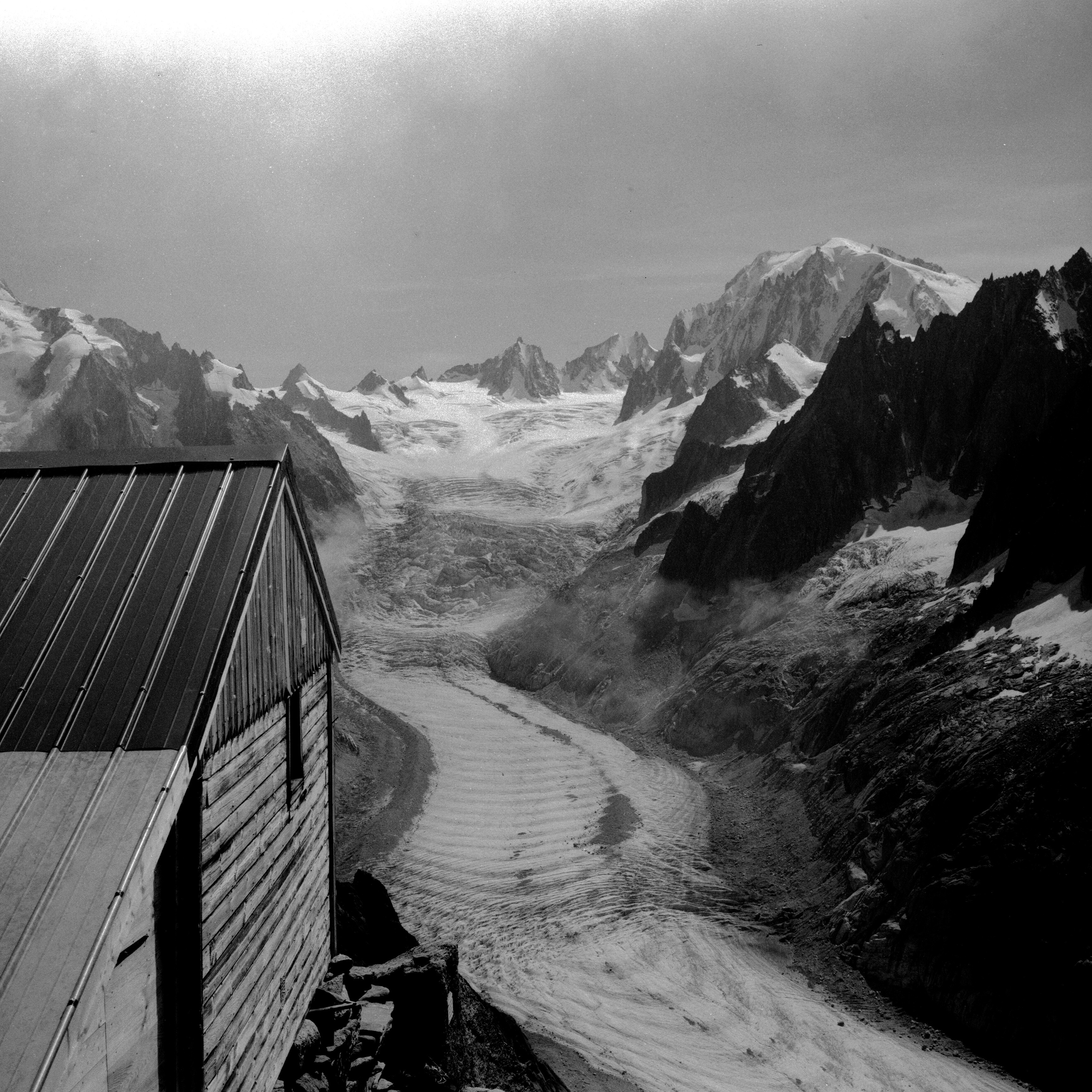
Refuge de la Charpoua in the آلپ فرانسه
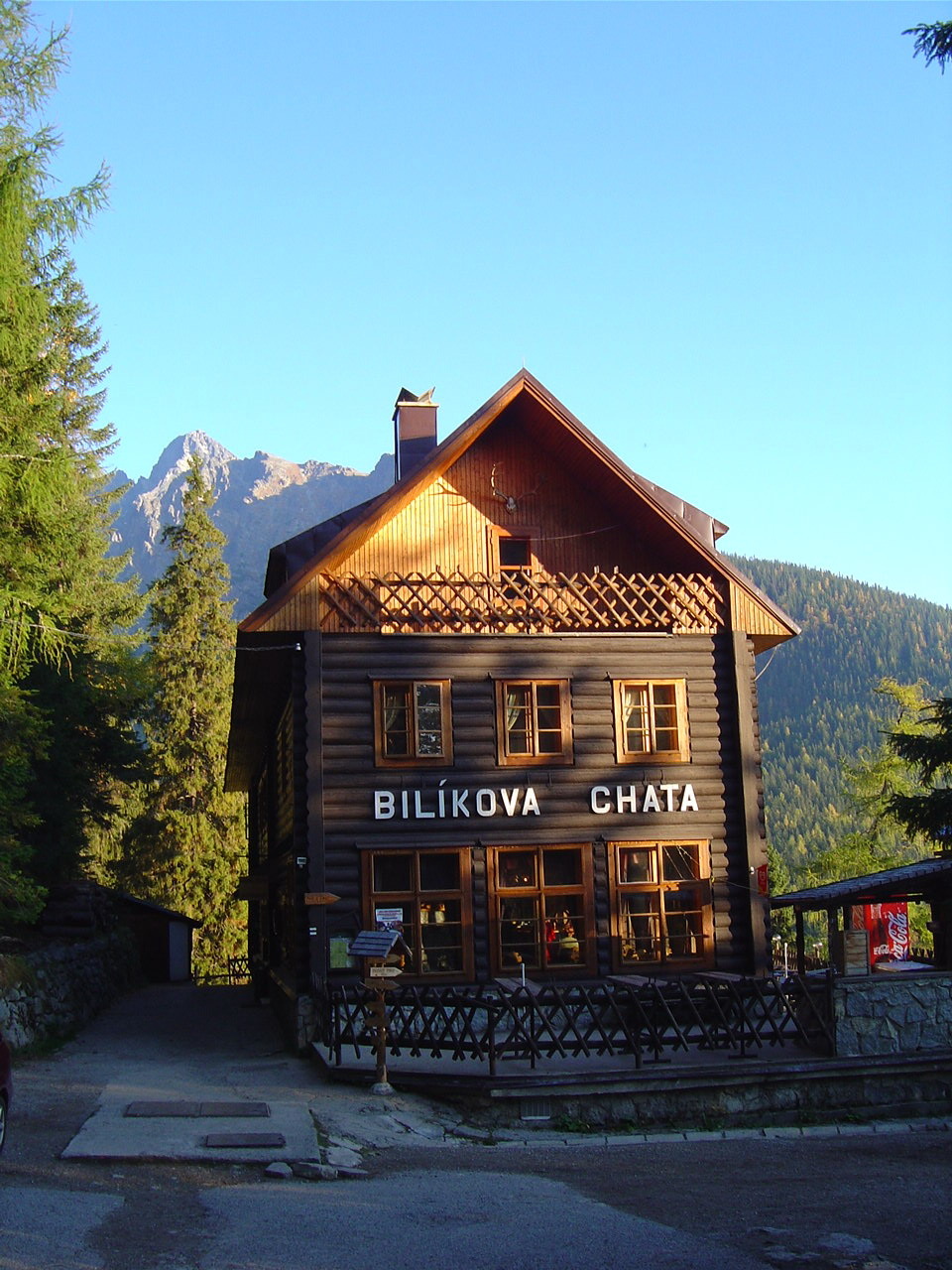
Bilíkova chata, High Tatra, اسلواکی
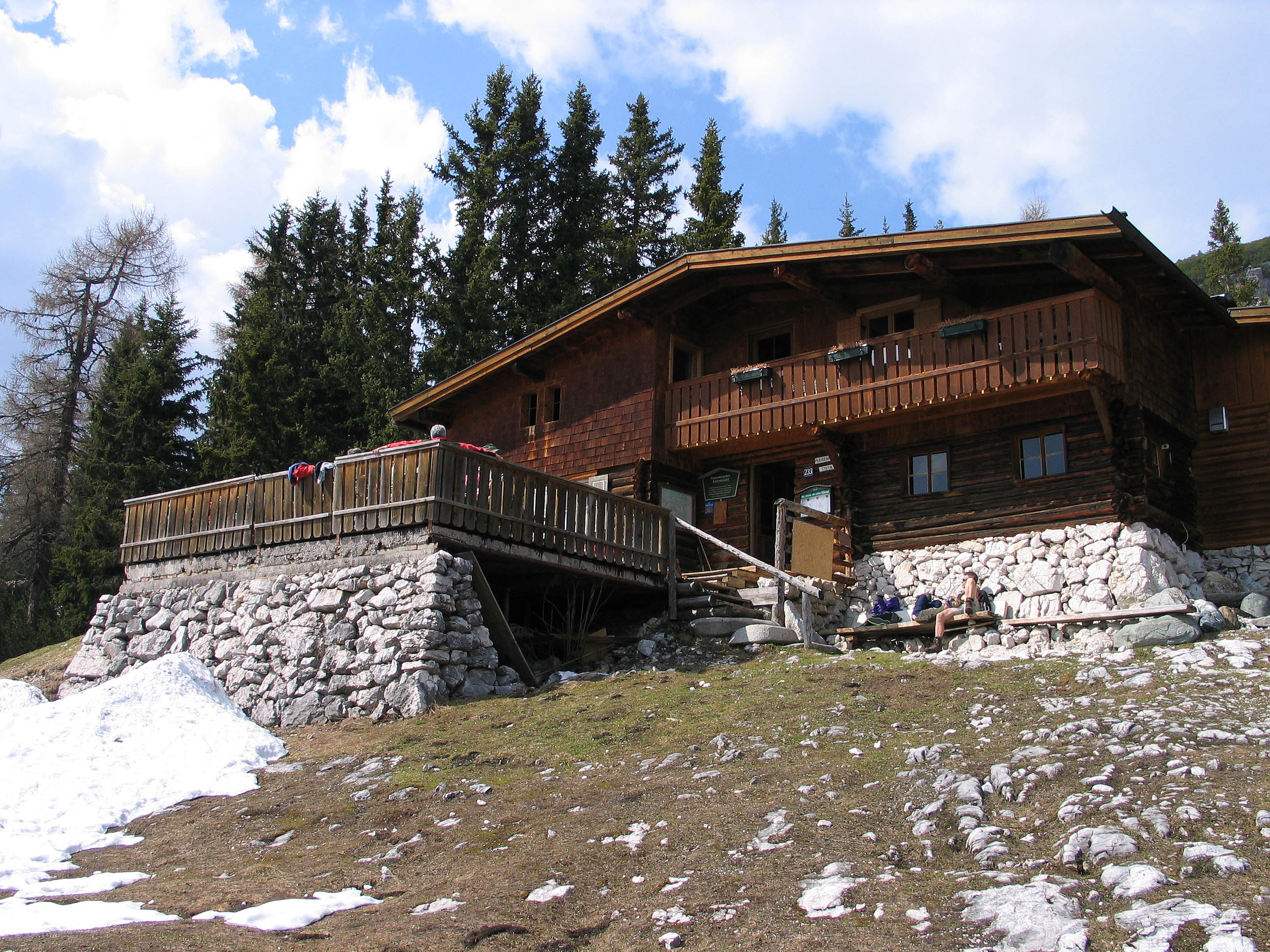
Pleisenhütte (1,757 m) in the Karwendel Mountains, Tyrol region, Austria

### آمریکای لاتین

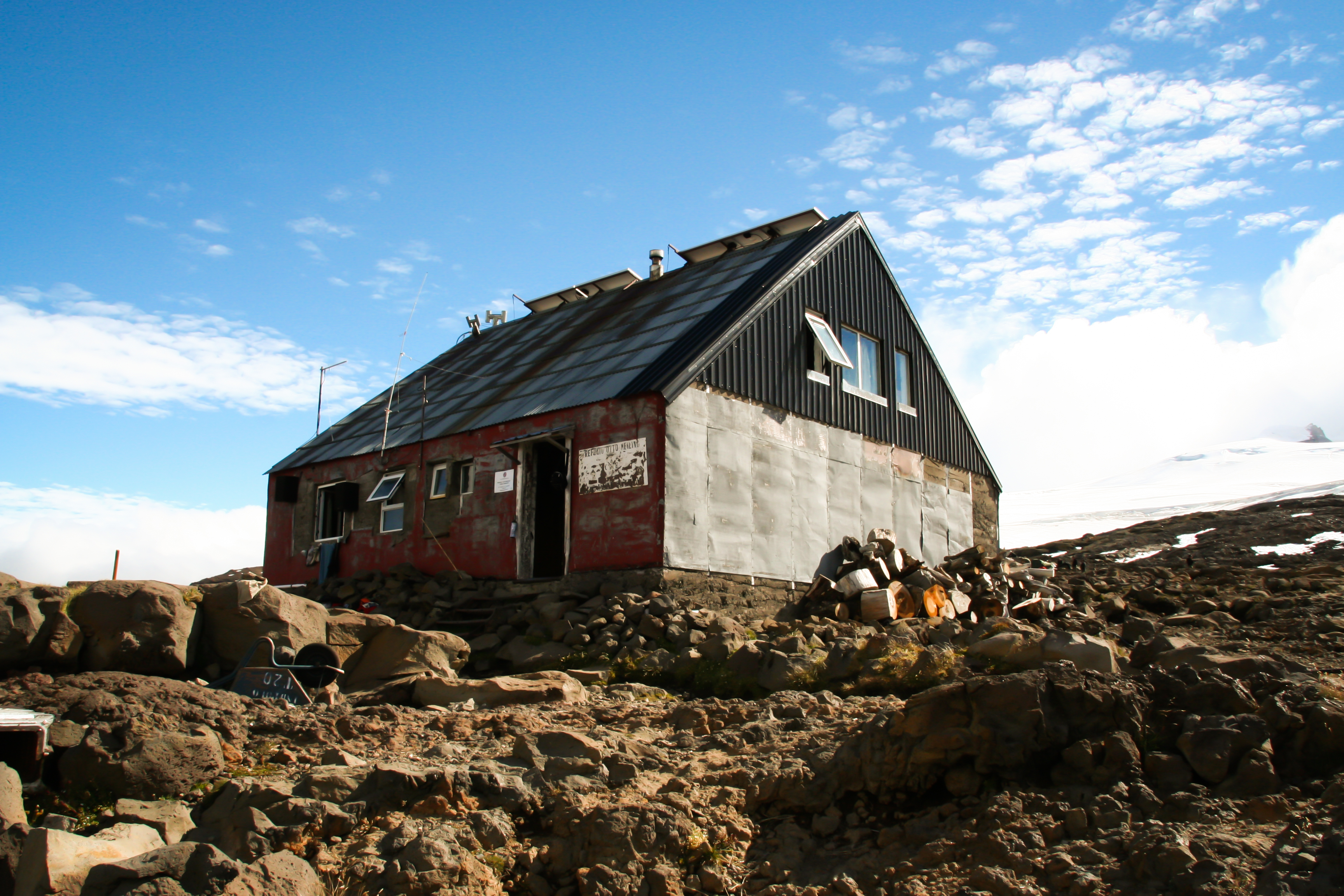
A refugio atop Tronador, Argentina
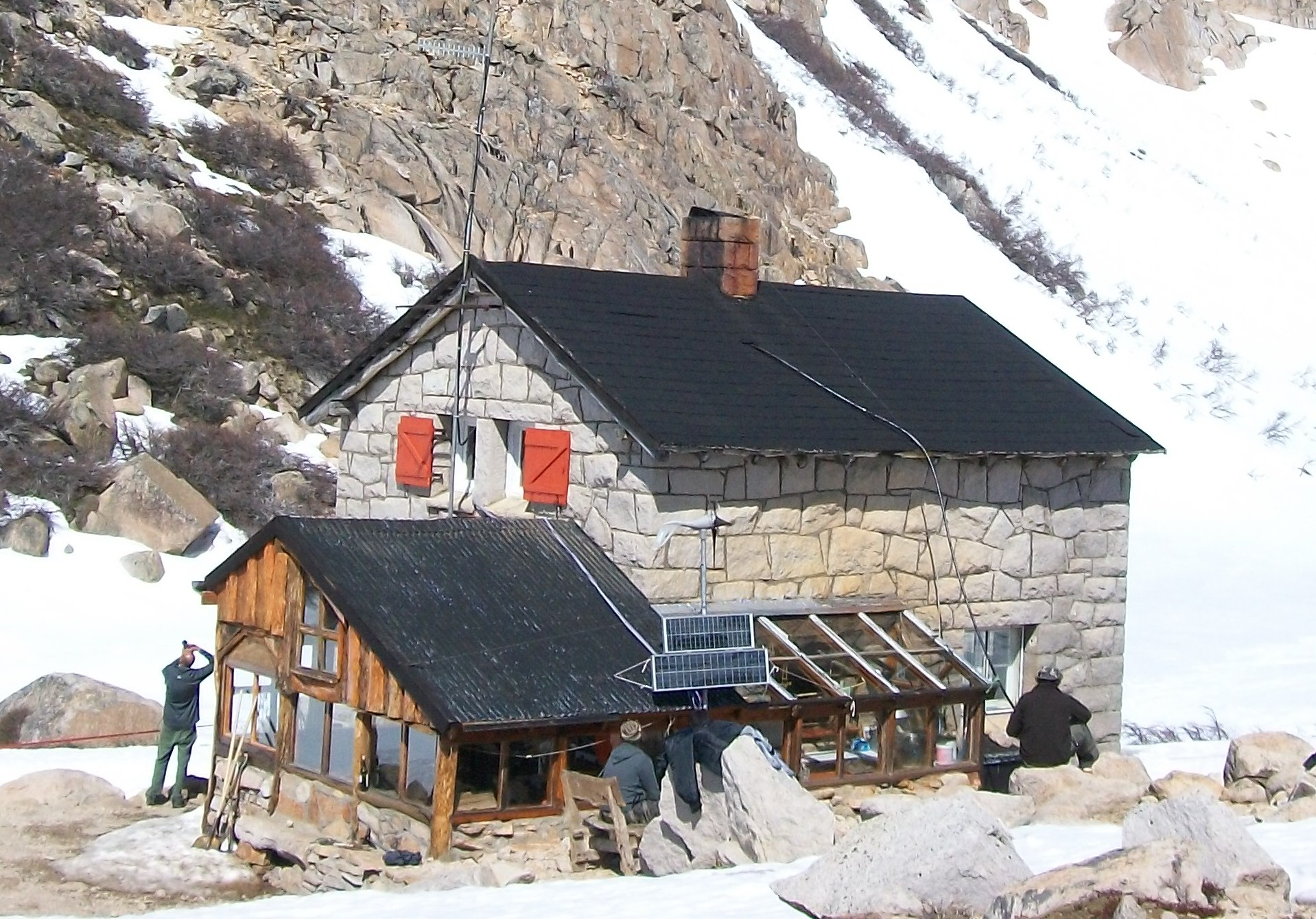
Frey Hut in باریلوچه،  Argentina
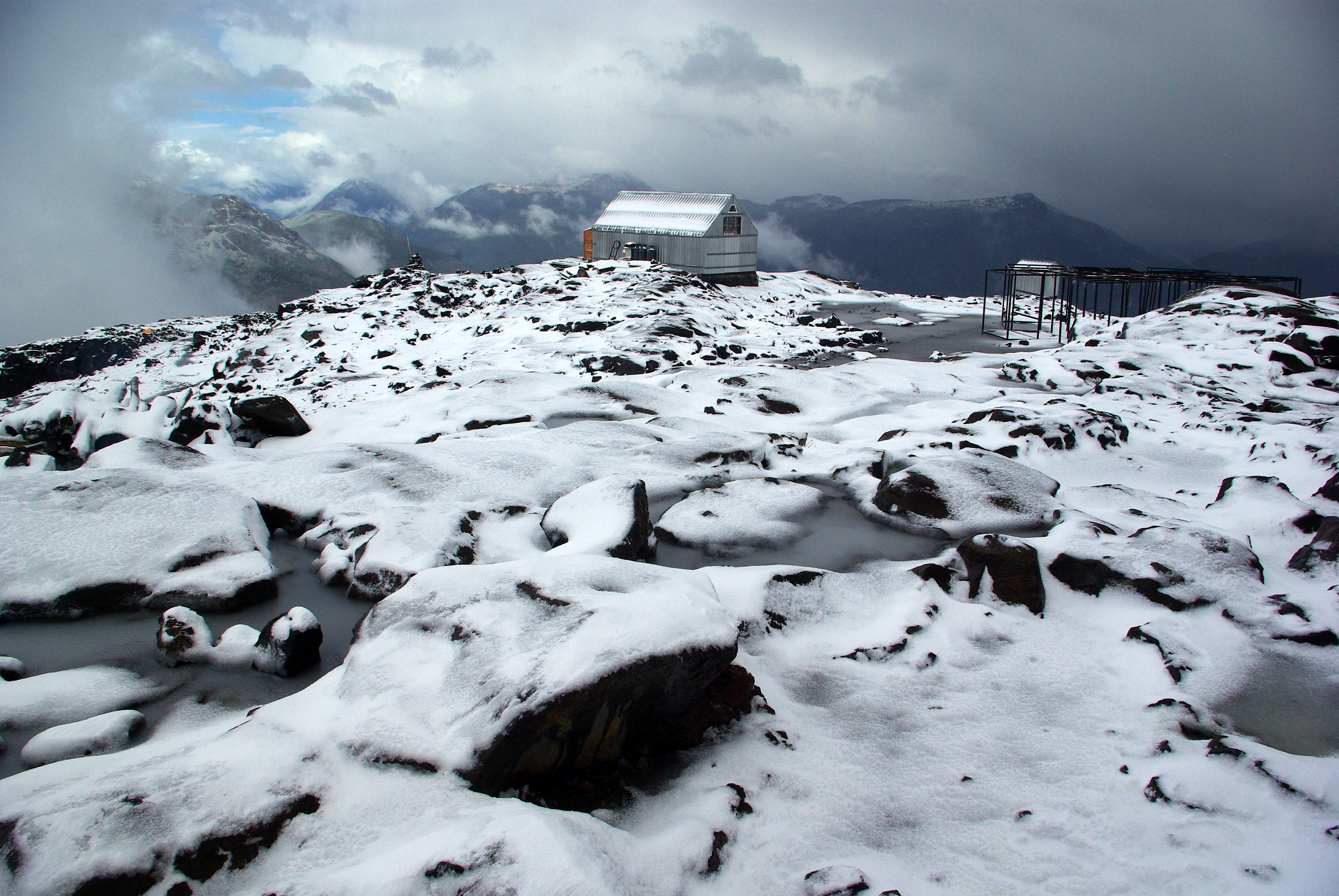
Refugio Otto Meiling Stevage, Argentina
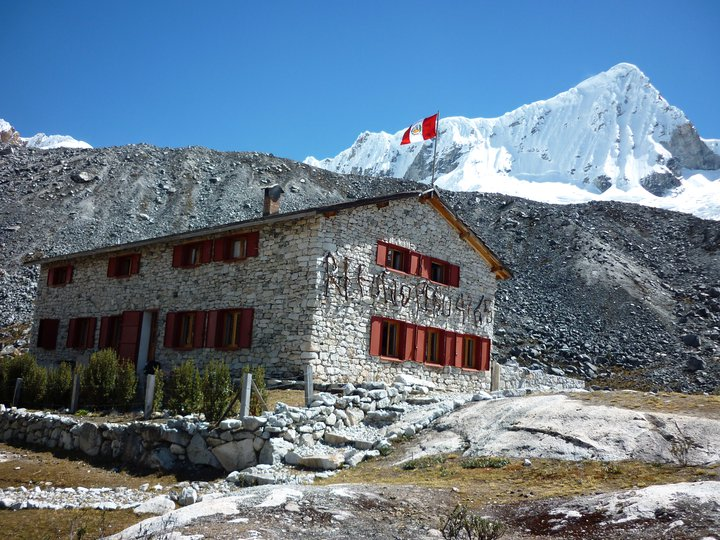
Refugio Perú in ناحیه انکاش،  پرو
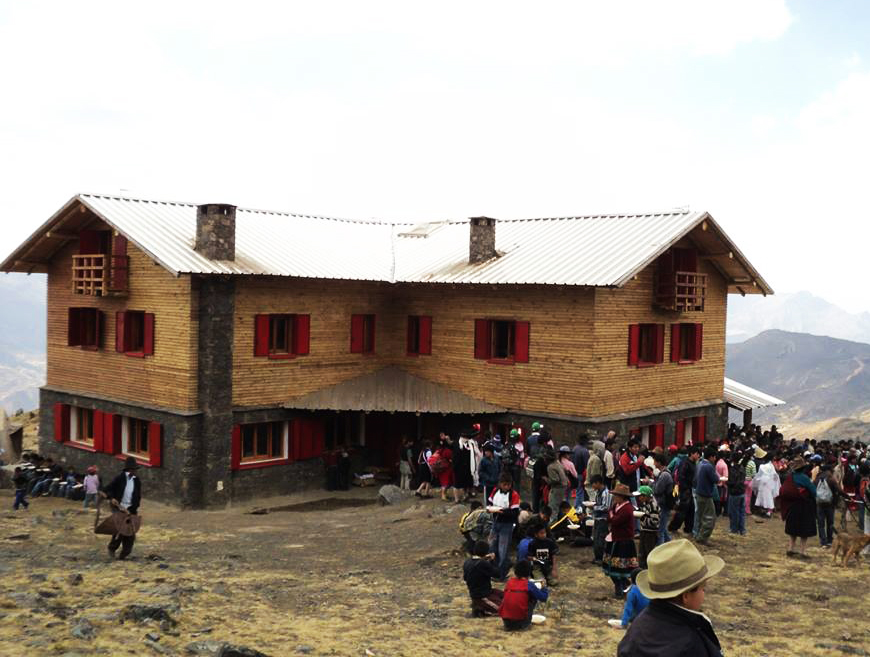
Refugio Contrahierbas in ناحیه انکاش،  پرو

### آمریکای شمالی

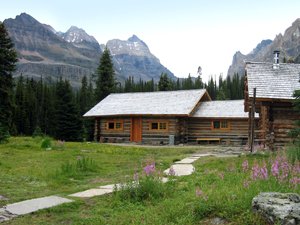
Elizabeth Parker hut in the Canadian Rockies
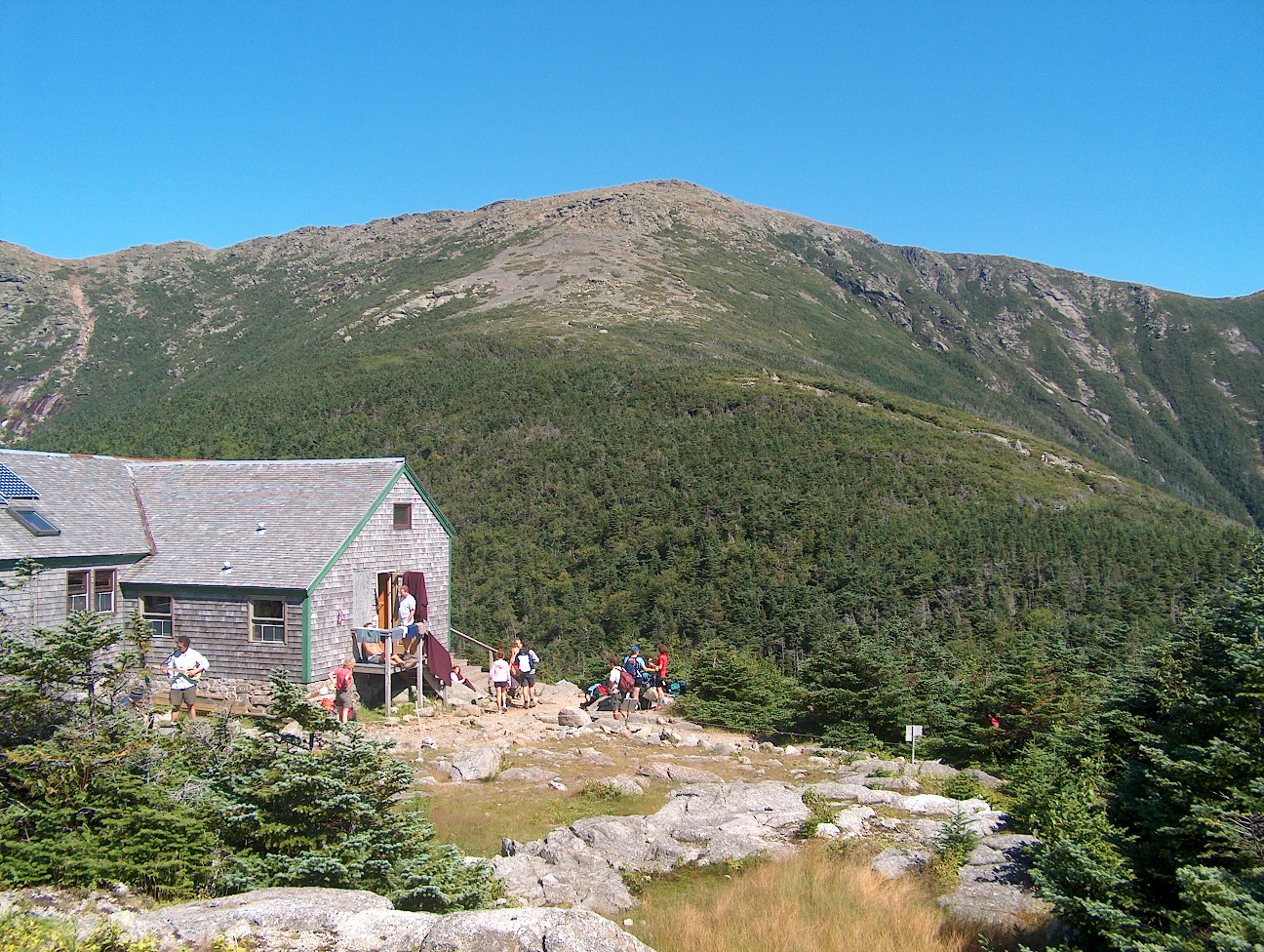
Greenleaf Hut in the White Mountains of the U.S.
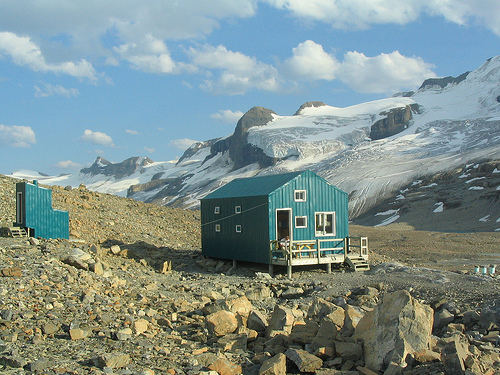
R.J. Ritchie Hut (Balfour Hut) in پارک ملی بنف
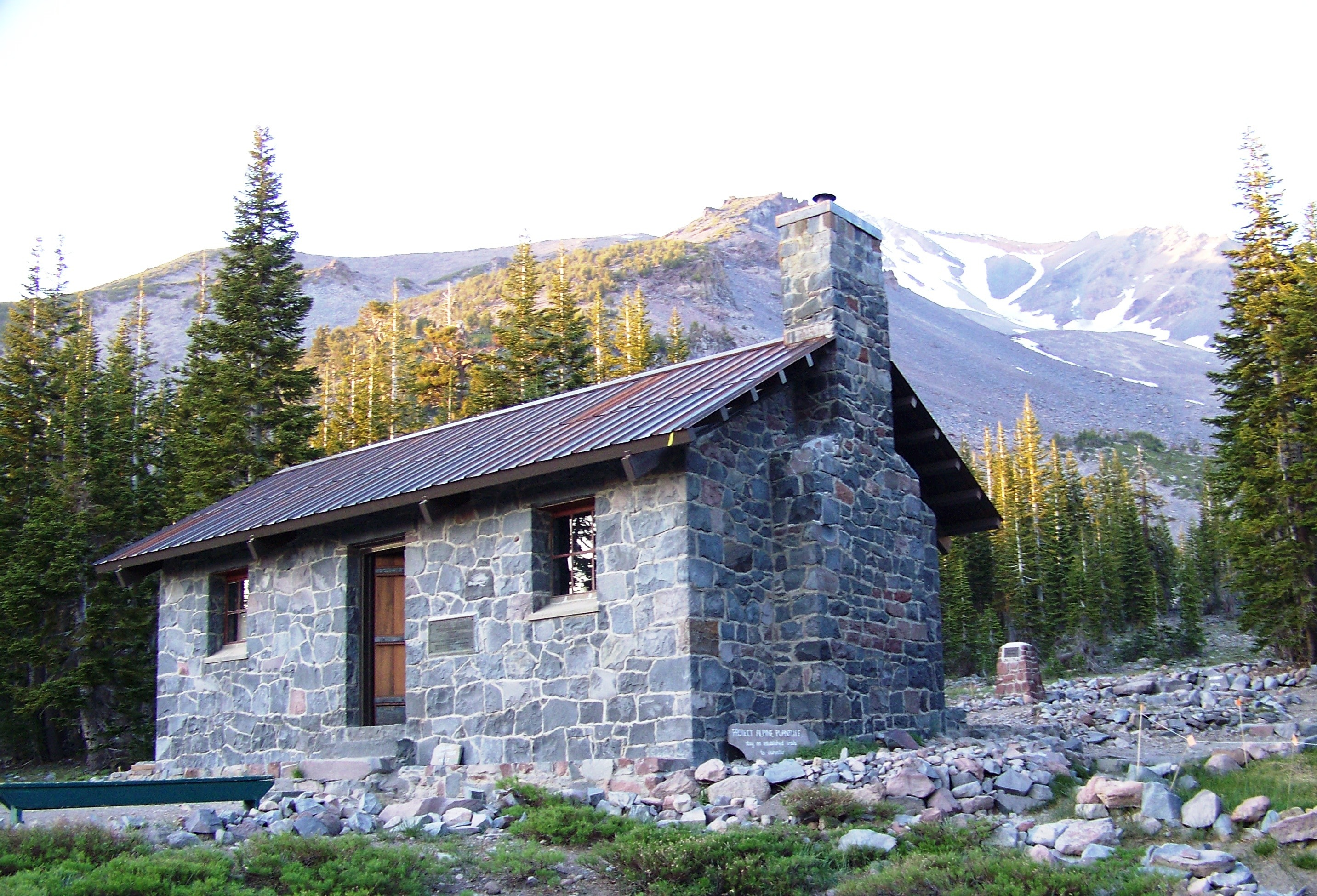
Shasta Alpine Lodge at Horse Camp on کوه شاستا،  California
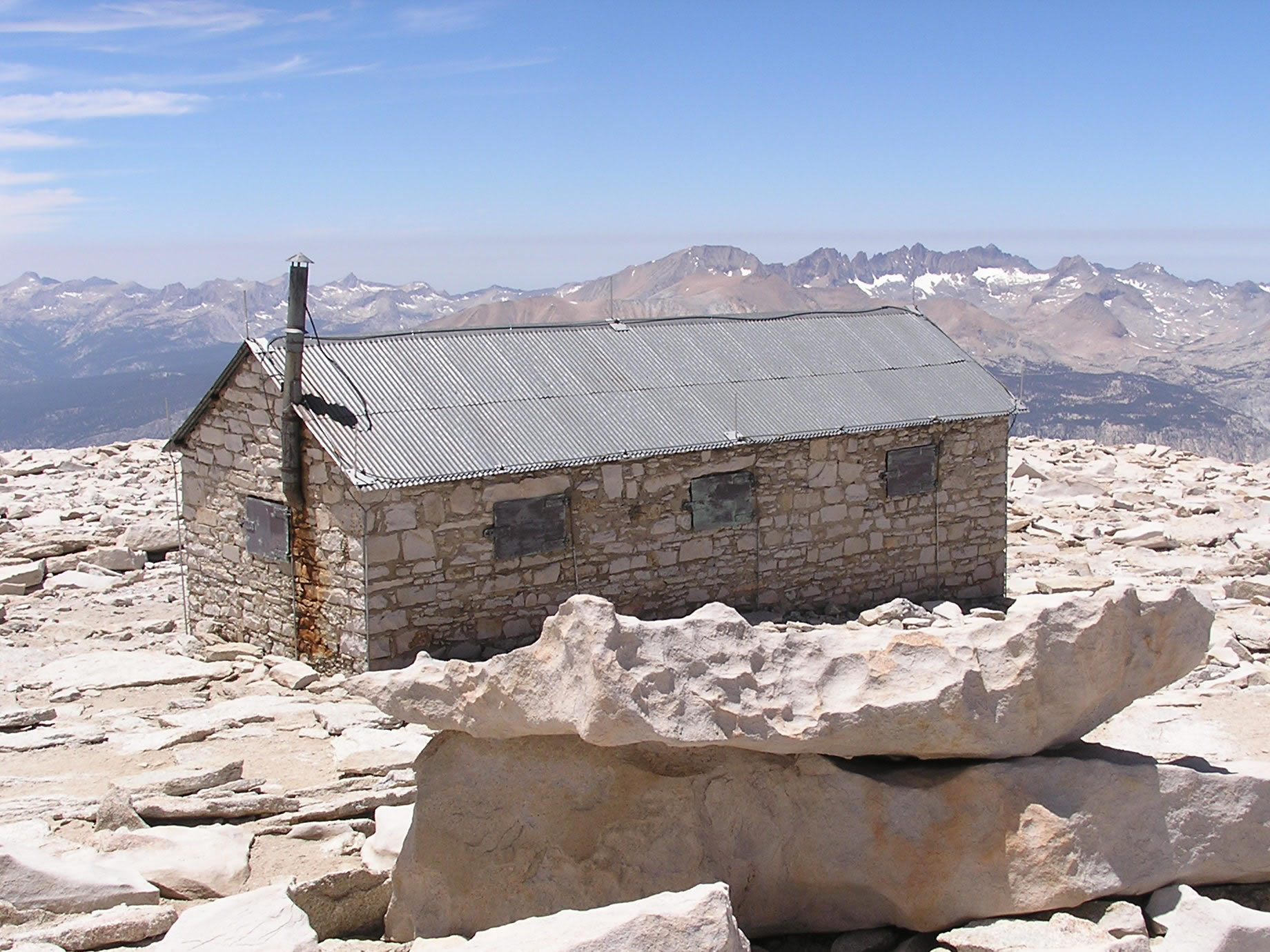
Smithsonian Institution Shelter on the summit of کوه ویتنی،  California

### اتریش، استرالیا و نیوزلند

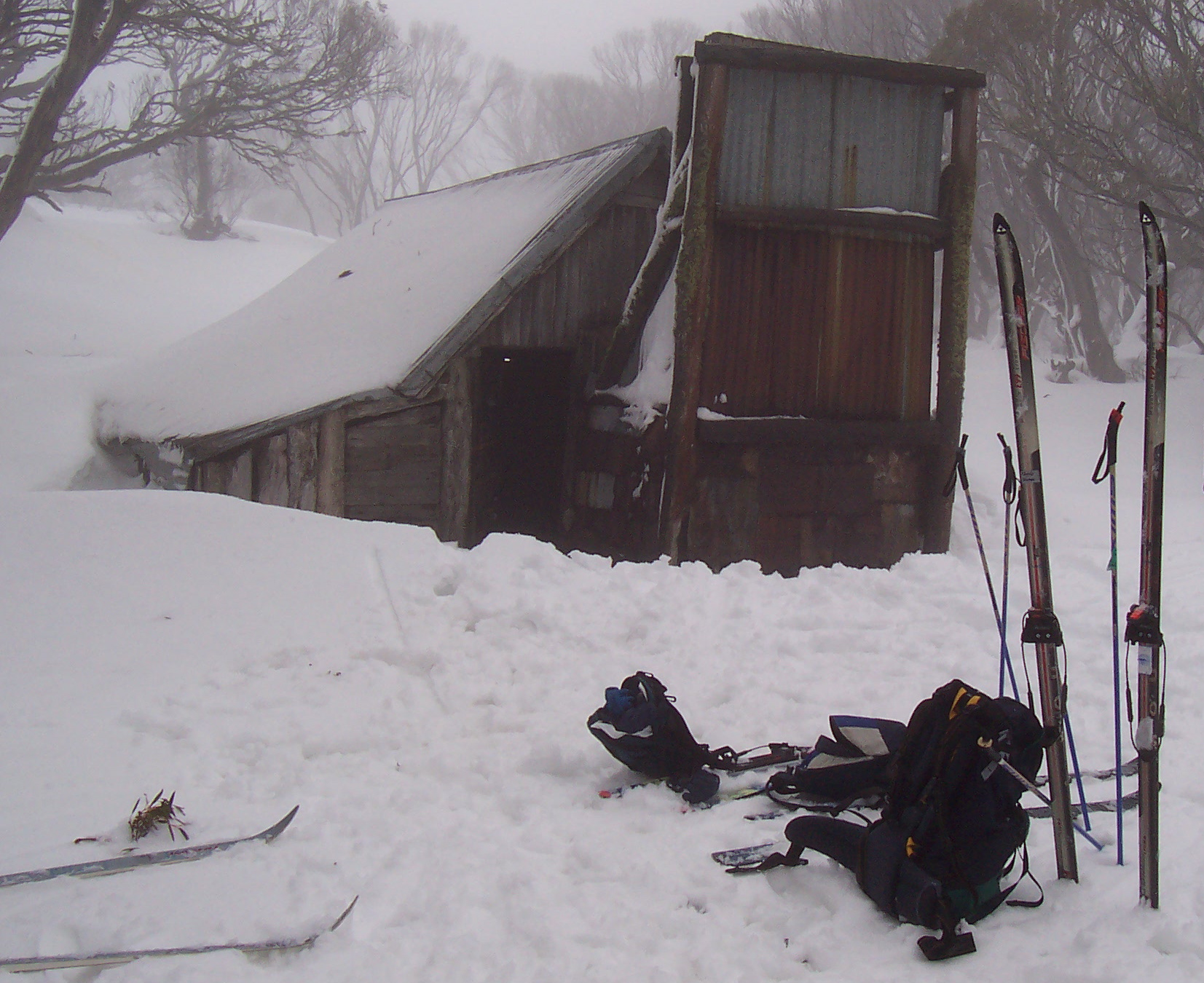
Wallace's Hut, Bogong High Plains
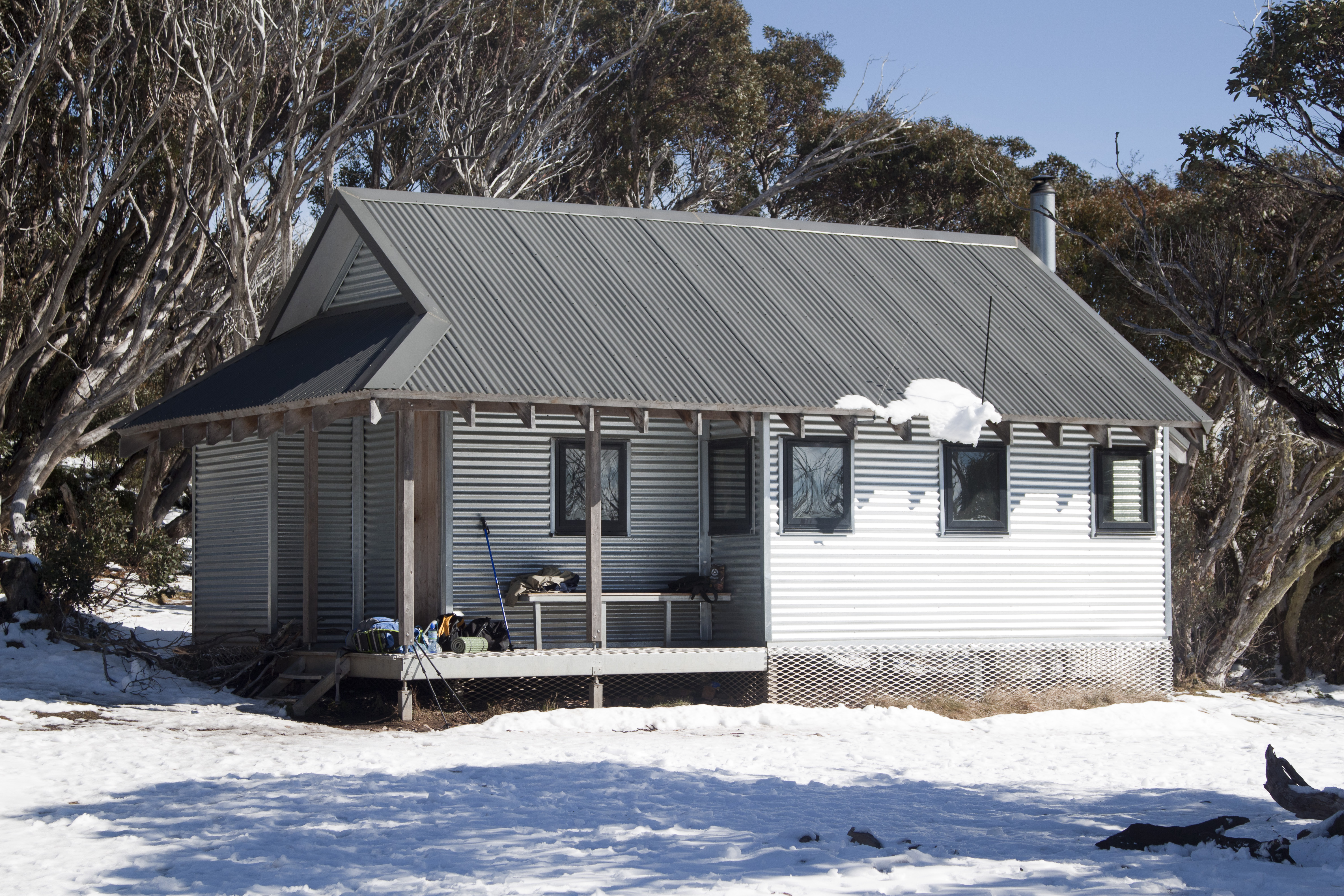
Federation Hut, Mount Feathertop
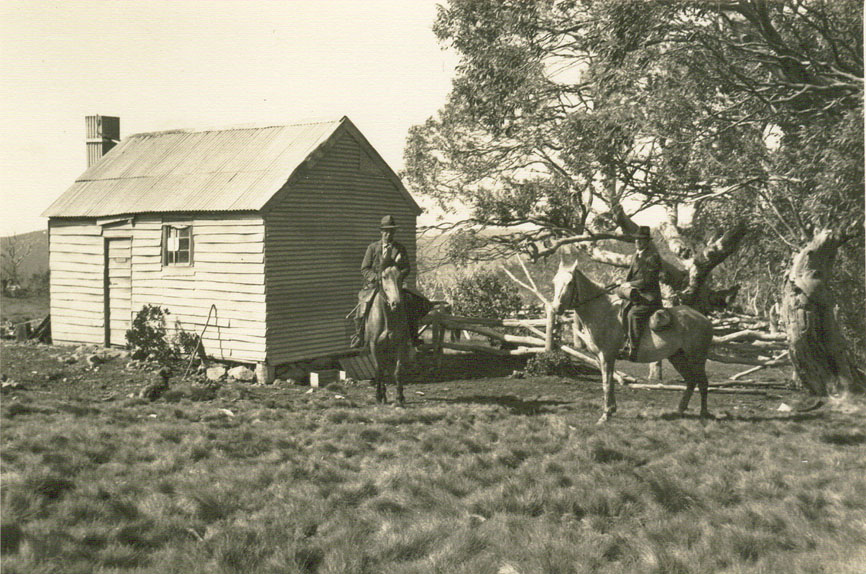
Fitzgerald Hut, Bogong High Plains, Victoria, Australia